# Pershotravensk
Pershotravensk (tiếng Ukraina: Першотравенськ) là một thành phố của Ukraina. Thành phố này thuộc tỉnh Dnipropetrovsk. Thành phố này có diện tích ? km2, dân số theo điều tra dân số năm 2001 là 29140 người.